# Classe Bayern
Pour les articles homonymes, voir Bayern (homonymie).
La classe Bayern fut la dernière classe de quatre cuirassés de type super-dreadnought construite au début du XXe siècle pour la Kaiserliche Marine.
Les quatre navires de cette classe sont les SMS Bayern, SMS Baden, SMS Sachsen et SMS Württemberg. La construction des navires de cette classe a débuté peu avant la Première Guerre mondiale; le SMS Baden débuta en 1913, les SMS Bayern et SMS Sachsen ont suivi en 1914 et enfin le SMS Württemberg en 1915. Seuls les SMS Bayern et SMS Baden ont été complétés à cause de changement de priorités dans les constructions navales alors que la guerre traînait en longueur. Il a été décidé que les sous-marins étaient plus précieux à l'effort de guerre, se faisant la construction des bateaux de guerre a été ralentie et finalement complètement arrêté. En conséquence, le SMS Bayern et le SMS Baden ont été les derniers cuirassés allemands achevés pour la Kaiserliche Marine.
Les SMS Bayern et SMS Baden furent ajoutés à la flotte respectivement en juillet 1916 et mars 1917. Ce qui était trop tard pour que l'un d'eux puisse participer à la Bataille du Jutland qui eut lieu du 31 mai au 1er juin 1916. SMS Bayern a été assigné à la force navale qui conduit la Marine impériale de Russie du Golfe de Riga pendant l'Opération Albion en octobre 1917. Bien que le navire fut endommagé sévèrement sur une mine marine et dut être réparé à Kiel, il remplaça le SMS Friedrich der Große en tant que navire-amiral de la Hochseeflotte, mais n'a jamais combattu.
Les SMS Bayern et SMS Baden furent internés à Scapa Flow après l'Armistice de 1918 en novembre 1918. L'amiral Ludwig von Reuter, le commandant de l'internement de la flotte allemande ordonna le sabordage des navires le 21 juin 1919 ; le SMS Bayern a été sabordé avec succès, tandis que les Britanniques ont réussi à faire échouer le SMS Baden avant qu'il ne coule. Il fut utilisé comme bateau-cible en 1921. Les SMS Sachsen et SMS Württemberg étaient à différents stades de construction à la fin de la guerre. Ils ont été démolis et vendus pour la ferraille. Le SMS Bayern a été renfloué en 1934 et démoli l'année suivante.

## Conception
Celle classe est une amélioration de la classe König. Il avait été envisagé de la doter de tourelles triples de 305 mm comme la classe Tegetthoff de la Marine austro-hongroise. Mais posant trop de problèmes techniques elle fut armée avec des tourelles doubles de 380 mm.

## Histoire
Les deux cuirassés firent partie de la Hochseeflotte après la bataille du Jutland et participèrent à l'Opération Albion dans le golfe de Riga. Le SMS Baden remplaça le SMS Friedrich der Große en tant que navire-amiral en 1917.
À la fin de la guerre, les deux navires furent internés, comme beaucoup d'autres unités de la Hochseeflotte à la base navale britannique de Scapa Flow. Le 21 juin 1919 ils ont été sabordés sous les ordres du vice-amiral allemand Ludwig von Reuter pour éviter leur saisie par la Royal Navy.

## Les unités de la classe Bayern
| Classe Bayern   | Classe Bayern          | Classe Bayern    | Classe Bayern    | Classe Bayern   | Classe Bayern                      | Classe Bayern |
| Nom             | Chantier naval         | Mise en chantier | Lancement        | Mise en service | Fin                                | Photo         |
| --------------- | ---------------------- | ---------------- | ---------------- | --------------- | ---------------------------------- | ------------- |
| SMS Bayern      | Howaldstswerke Kiel    | 20 août 1913     | 18 février 1915  | 18 mars 1916    | sabordé le 21 juin 1919 Scapa Flow |               |
| SMS Baden       | Schichau-Werke Dantzig | 20 décembre 1913 | 30 octobre 1915  | 14 mars 1917    | sabordé le 21 juin 1919 Scapa Flow |               |
| SMS Sachsen     | Arsenal Germania Kiel  | 7 avril 1914     | 21 novembre 1916 | non achevé      | démantelé en 1921                  |               |
| SMS Württemberg | AG Vulcan Hambourg     | 4 janvier 1915   | 20 juin 1917     | non achevé      | démantelé en 1921                  |               |

### Sources
- (en) Cet article est partiellement ou en totalité issu de l’article de Wikipédia en anglais intitulé « Bayern-class battleship » (voir la liste des auteurs).